# مسجد ابوالفضل چم کاکا
مسجد ابوالفضل چم کاکا مربوط به سدهٔ ۱۳ ه.ق است و در شهرستان سامان، بخش مرکزی، دهستان هوره، روستای چم کا کا، محله پایین واقع شده و این اثر در تاریخ ۷ خرداد ۱۳۸۷ با شمارهٔ ثبت ۲۲۹۴۷ به‌عنوان یکی از آثار ملی ایران به ثبت رسیده است.